# Махаші
Махаші (груз. მახაში) — село в Грузії.
За даними перепису населення 2014 року в селі проживає 260 осіб.